# チェンバロ協奏曲
チェンバロ協奏曲（チェンバロきょうそうきょく）は、チェンバロを独奏楽器とする協奏曲。主にバロックから古典派にかけて数多く作曲された。しかし、古典派後期からロマン派以降にかけてはあまり作曲されなかった。近代にチェンバロが復興すると、協奏曲も再び作曲されるようになった。バッハの『イタリア協奏曲』はチェンバロのための独奏曲であり、管弦楽を伴う作品ではないことに注意を要する。

## 作曲家と作品

### 18世紀
- ヨハン・ゼバスティアン・バッハ - 8曲（第8番は断片のみ）、2台のチェンバロのための協奏曲（3曲）、3台のチェンバロのための協奏曲（2曲）、4台のチェンバロのための協奏曲。詳しくはチェンバロ協奏曲 (バッハ) を参照。
- カール・フィリップ・エマヌエル・バッハ - 68曲
- ヴィルヘルム・フリーデマン・バッハ - 2台のチェンバロのための協奏曲、他
- ヨハン・クリスティアン・バッハ - チェンバロ協奏曲　ヘ短調、ほか数曲
- マティアス・ゲオルク・モン - チェンバロ協奏曲、他
- ドメニコ・スカルラッティ - 作曲はしたが、おそらく未完？
- ルイジ・ボッケリーニ - 1曲（おそらく偽作）
- アントニオ・ヴィヴァルディ - 1曲（未完）
- ヨハン・ショーベルト - 数曲
- フランツ・ヨーゼフ・ハイドン - 偽作を含めて13曲、チェンバロが独奏的にふるまうディヴェルティメントを含めると21曲[1]（ただし、全曲がチェンバロを想定していたとは言えない）。
- ヴォルフガング・アマデウス・モーツァルト - 3つのチェンバロ協奏曲 K.107 (原題はTre Sonate del Sgr. Giovanni Bach ridotte in Concerti dal Sgr. Amadeo Worfgango Mozartで、チェンバロとは特に明記されていないが、チェンバロ、フォルテピアノ、ピアノのどれでも演奏は可能）

### 20世紀
- マヌエル・デ・ファリャ - クラヴサン、フルート、オーボエ、クラリネット、ヴァイオリンとチェロのための協奏曲
- ダリユス・ミヨー - クラヴサンと室内管弦楽のための協奏曲
- フランシス・プーランク - 『田園のコンセール』
- フランク・マルタン - ハープシコード協奏曲[2]、小協奏交響曲
- ウォルター・リー - ハープシコードと弦楽合奏のための小協奏曲（英語版、オランダ語版）
- クインシー・ポーター - ハープシコード協奏曲
- エリオット・カーター - ハープシコード、ピアノと2つの室内オーケストラのための二重協奏曲（英語版）
- ヤニス・クセナキス - 『ゴレ島にて』（増幅したチェンバロ、ピッコロ、オーボエ、クラリネット、ファゴット、ホルン、トランペットと弦楽五重奏のための）
- ヘンリク・グレツキ - クラヴサン（またはピアノ）と管弦楽のための協奏曲（フランス語版、ポーランド語版）
- マイケル・ナイマン - ハープシコードと弦楽のための協奏曲

### 21世紀
- クシシュトフ・クニッテル（英語版） - クラヴサンと管弦楽のための協奏曲
- ブリス・ポゼ - 協奏曲第1番『ビルワ』（クラヴサンと室内楽のための）
- ペテル・マハイジック - 既視感 -  ハープシコードと弦楽のための協奏曲